# آناستازیا شوشینا
آناستازیا شوشینا (اوکراینی: Анастасія Миколаївна Шошина؛ زادهٔ ۳۰ نوامبر ۱۹۹۷) تنیس‌باز اهل اوکراین است.